# Alameda de la Sagra
Alameda de la Sagra é um município da Espanha na província de Toledo, comunidade autónoma de Castilla-La Mancha, de área 33,07 km² com população de 3006 habitantes (2004) e densidade populacional de 90,90 hab/km².

## Demografia
| Variação demográfica do município entre 1991 e 2004 | Variação demográfica do município entre 1991 e 2004 | Variação demográfica do município entre 1991 e 2004 | Variação demográfica do município entre 1991 e 2004 |
| --------------------------------------------------- | --------------------------------------------------- | --------------------------------------------------- | --------------------------------------------------- |
| 1991                                                | 1996                                                | 2001                                                | 2004                                                |
| 2737                                                | 2797                                                | 2889                                                | 3006                                                |